# MBC 2시의 취재현장
《MBC 2시의 취재현장》은 MBC 표준FM에서 1968년 10월 21일부터 2020년 3월 29일까지 매일 오후 2시에 방송했던 종합뉴스 프로그램이다.

## 역대 방송시간
| 방송 채널  | 방송 기간                          | 방송 시간                  | 방송 분량 |
| ---------- | ---------------------------------- | -------------------------- | --------- |
| MBC 표준FM | 1968년 10월 21일 ~ 2005년 4월 24일 | 매일 오후 2:00 ~ 오후 2:30 | 30분      |
| MBC 표준FM | 2005년 4월 25일 ~ 2010년 4월 25일  | 매일 오후 2:00 ~ 오후 2:25 | 25분      |
| MBC 표준FM | 2010년 4월 26일 ~ 2012년 10월 21일 | 매일 오후 2:00 ~ 오후 2:20 | 20분      |
| MBC 표준FM | 2012년 10월 22일 ~ 2020년 3월 29일 | 매일 오후 2:00 ~ 오후 2:15 | 15분      |

## 앵커
- 황외진 (남) - 문화방송의 前 보도본부 선임기자팀장
- 송형근 (남) - 문화방송의 前 보도본부 선임기자

## 타이틀 변천사
현재 타이틀은 1990년 4월 16일을 기준으로 한다.
| 역대 (대수) | 타이틀             | 방송 기간                          |
| ----------- | ------------------ | ---------------------------------- |
| 1대         | MBC 뉴스라인       | 1968년 10월 21일 ~ 1990년 4월 15일 |
| 2대         | MBC 2시의 취재현장 | 1990년 4월 16일 ~ 2020년 3월 29일  |

## 방송 당시 동시 시간대 뉴스 프로그램
- 뉴스 중계탑 (KBS 제1라디오)
- SBS 낮 종합뉴스 (SBS 러브FM)